# Charles de Limairac
Charles Jean-Edmond de Limairac est un homme politique français né le 21 mars 1804 à Passy-sur-Marne (Marne) et mort le 7 février 1860 à Toulouse (Haute-Garonne).

## Biographie
Fils de Charles Antoine de Limairac et frère d'André de Limairac, il est magistrat sous la Restauration et avocat sous la Monarchie de Juillet à Toulouse. Il est député de Haute-Garonne de 1849 à 1851 et siège avec les monarchistes. Il quitte la vie politique après le coup d’État du 2 décembre 1851, sans se rallier à l'Empire.

## Sources
- « Charles de Limairac », dans Adolphe Robert et Gaston Cougny, Dictionnaire des parlementaires français, Edgar Bourloton, 1889-1891 [détail de l’édition]